# Радиша Илић
Радиша Илић (Бајина Башта, 20. септембар 1977 — Бајина Башта, 13. март 2025) био је српски фудбалски голман. С Партизаном је освојио шест титула шампиона државе и био је у екипи када се клуб пласирао у УЕФА Лигу шампиона 2010. после пенал-серије против ФК Андрлехта.

## Каријера
Рођен је у Бајиној Башти где је почео да се бави фудбалом. Играо је 4 године за Слободу из Ужица, да би 1998. године прешао у београдски Партизан. Године 2003. прелази у румунски клуб Национал, где се није прославио и годину дана касније долази у Борац из Чачка. У Борцу игра две сезоне и обнавља своју каријеру. Године 2006. прелази у ОФК Београд где доживљава процват каријере. Играо је у овом клубу две сезоне, где је био капитен и велики љубимац навијача. Игравши у овом клубу изборио је статус репрезентативца. Играо је у грчком Пансераикосу, затим по повратку у Србију једну полусезону је поново бранио у Чачанском Борцу, да би коначно пред сезону 2010/11. потписао двогодишњи уговор са Партизаном, где је играо до краја каријере.
Деби у дресу сениорске репрезентације Србије је имао 6. фебруара 2008. у пријатељској утакмици против репрезентације Македоније (1 : 1).
Илић је 2013. почео да ради као тренер голмана у Партизану, а ту позицију је напустио 2016. године.
Преминуо је 13. марта 2025. у Бајиној Башти. ФК Партизан је поводом његове смрти издао саопштење у коме се опрашта од њега. РТС је истакао да надлежни органи још увек нису објавили званичан узрок смрти, иако се сумња на самоубиство.

## Трофеји
Партизан
- Првенство СР Југославије (3) : 1998/99, 2001/02, 2002/03.
- Суперлига Србије (2) : 2010/11, 2011/12.
- Куп СР Југославије (1) : 2000/01.
- Куп Србије (1) : 2010/11.